# Ка де Вани Сото (Модена)
Ка де Вани Сото је насеље у Италији у округу Модена, региону Емилија-Ромања.
Према процени из 2011. у насељу је живело 13 становника. Насеље се налази на надморској висини од 1172 м.